# 台斐音
台斐音（穆麟德轉寫：taifin；1750年—1815年），包国罗特氏，蒙古正黄旗人，清朝政治人物。
嘉庆十九年二月二十四，由河南布政使升任廣西巡撫。嘉庆二十年二月二十八（1815年4月7日），任內去世。